# Palisáda

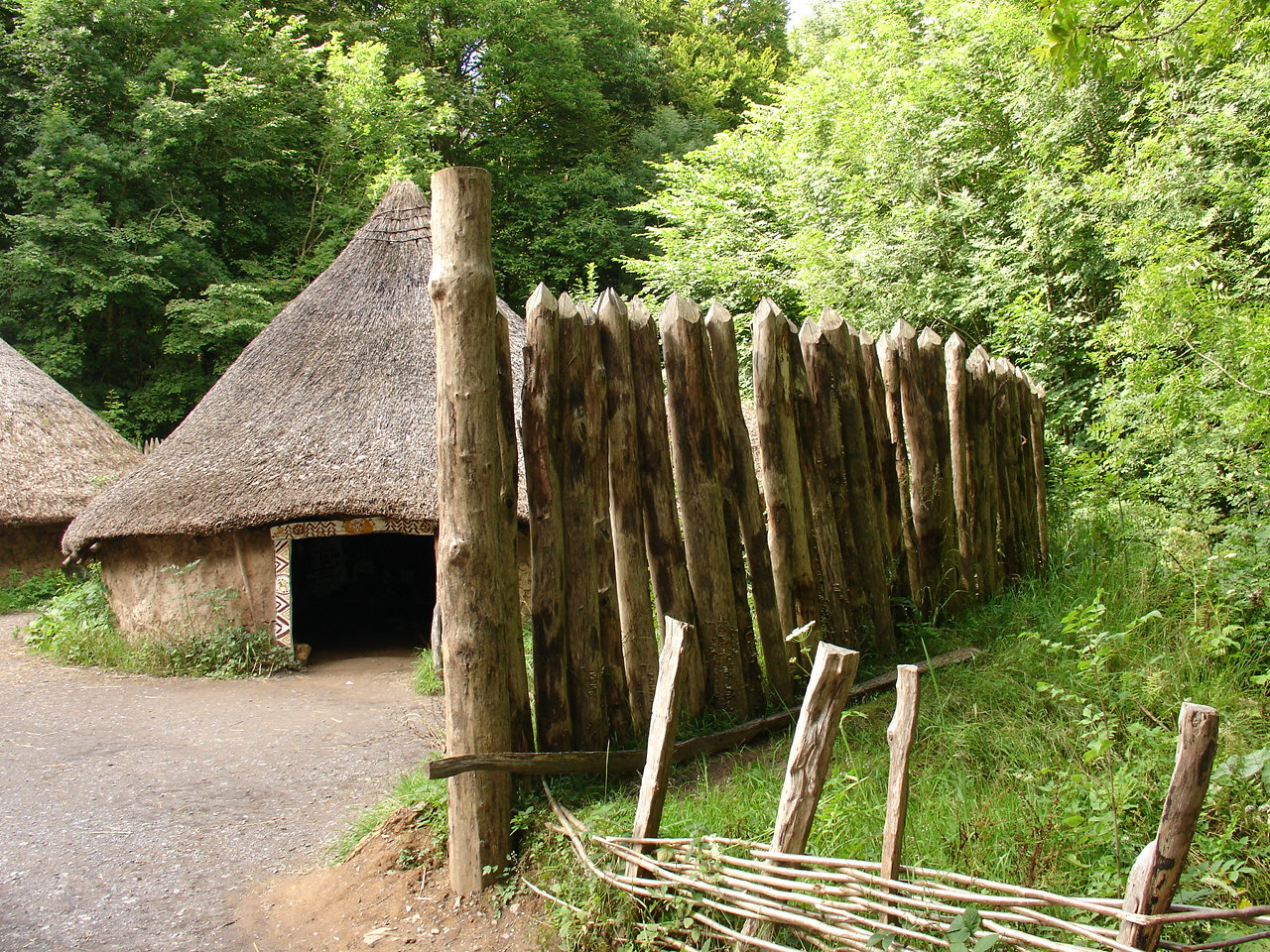
Palisáda v archeoskanzenu keltské vesnice ve Walesu

Palisáda je dřevěný plot různé výšky, používaný v minulosti jako obranný prostředek.

## Charakteristika
Obvykle je palisáda tvořena dřevěnými kůly, které jsou zaraženy do země vedle sebe v těsné blízkosti. Palisáda může být doplněna příkopem a může být i několik metrů vysoká.
Pokud jsou kůly horizontálně propleteny proutím, nazývá se taková palisáda polský plot. Tento průplet sloužil k celkovému zpevnění palisády a pokud bylo použito trnitých prutů, do jisté míry bránil překonání celé konstrukce.
Dřevo bylo dostupný materiál a stavba byla poměrně jednoduchá a rychlá. Palisády představují velmi efektivní obranný prvek při krátkodobém konfliktu a dobře slouží k obraně před nepočetným nepřítelem. Dřevěné palisády ale nejsou odolné vůči ohni a nejsou schopné odolat obléhacím strojům.

## Použití
Palisády byly používány již v pravěku a jejich užití přetrvalo i ve středověku.
Ve středověku byly palisády používány buď pro opevňování malých pevností, nebo jako doplněk rozsáhlejších fortifikačních celků, například na vrcholu valu první linie opevnění hradů i měst.